# Porte di Busto Arsizio

Le porte antiche di Busto Arsizio:
1. Porta Sciornago
2. Porta Pessina
3. Porta Savico
4. Porta Basega
- - - Antico terrapieno
___ Principali collegamenti est-ovest
A. Antico castello dei Torriani, distrutto dai Visconti del 1287 e riedificato successivamente come chiesa di San Michele Arcangelo
B. Antica chiesa dedicata al culto mariano, situata accanto a quella che era la struttura dell'amministrazione civica
C. Primitiva cappella di San Giovanni Battista, protettore della nazione longobarda

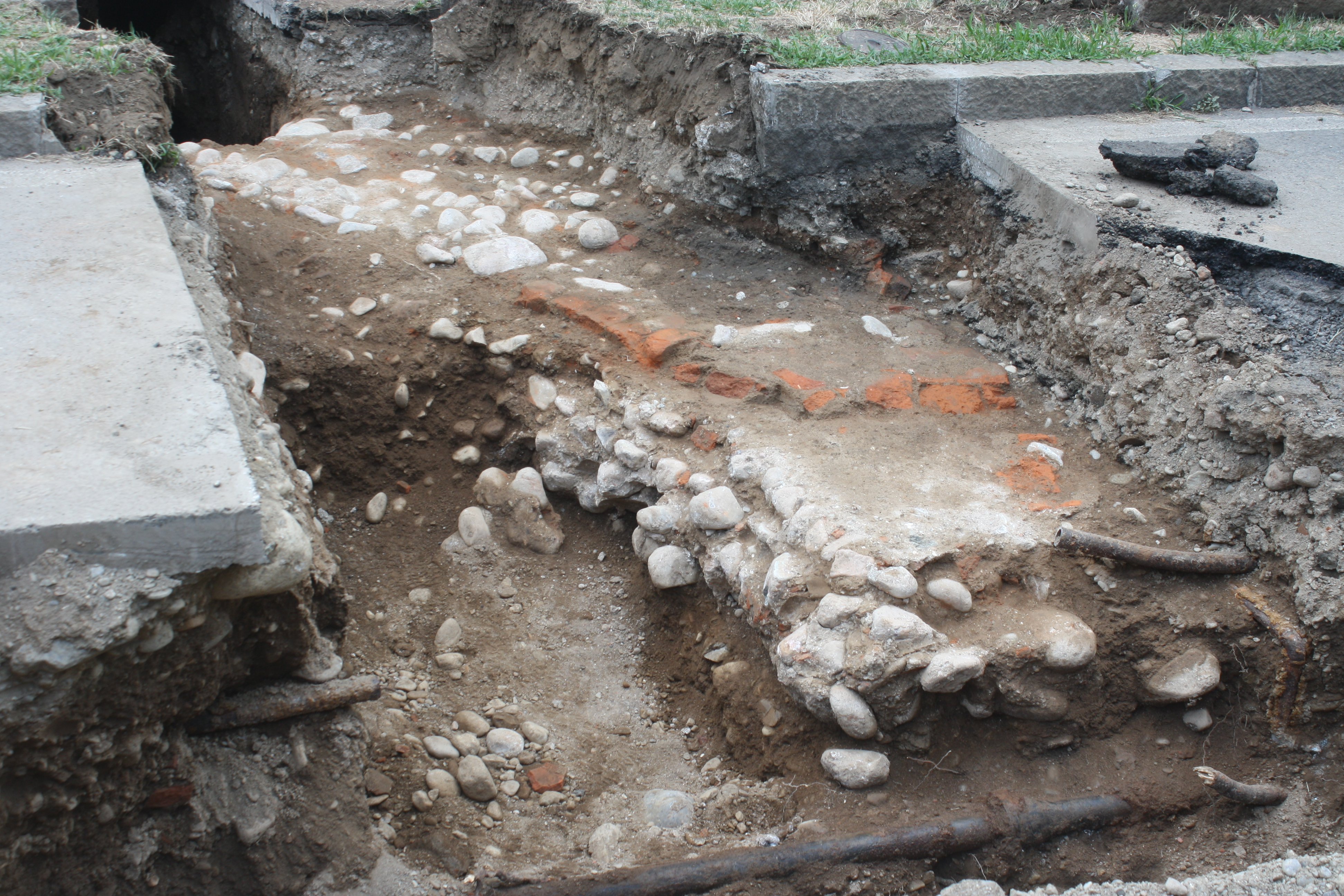
I resti delle fortificazioni del borgo di Busto Arsizio antecedenti il 1500, rinvenuti nel luglio 2019 nei pressi della villa Ottolini-Tovaglieri durante gli scavi per la posa del teleriscaldamento.

Le porte di Busto Arsizio erano quattro: due si trovavano a ovest, una a nord ed una a est. Tutte le porte prendevano il nome dal quartiere presso il quale sorgevano. Tre di esse (Pessina, Basega, Sciornago) vennero demolite poco dopo l'unità d'Italia, per decisione del sindaco Pasquale Pozzi, in quanto pericolanti e deleterie per la viabilità. La quarta porta fu abbattuta negli anni '80 del XIX secolo, quando il sindaco era Giuseppe Lualdi.

## Porta Sciornago

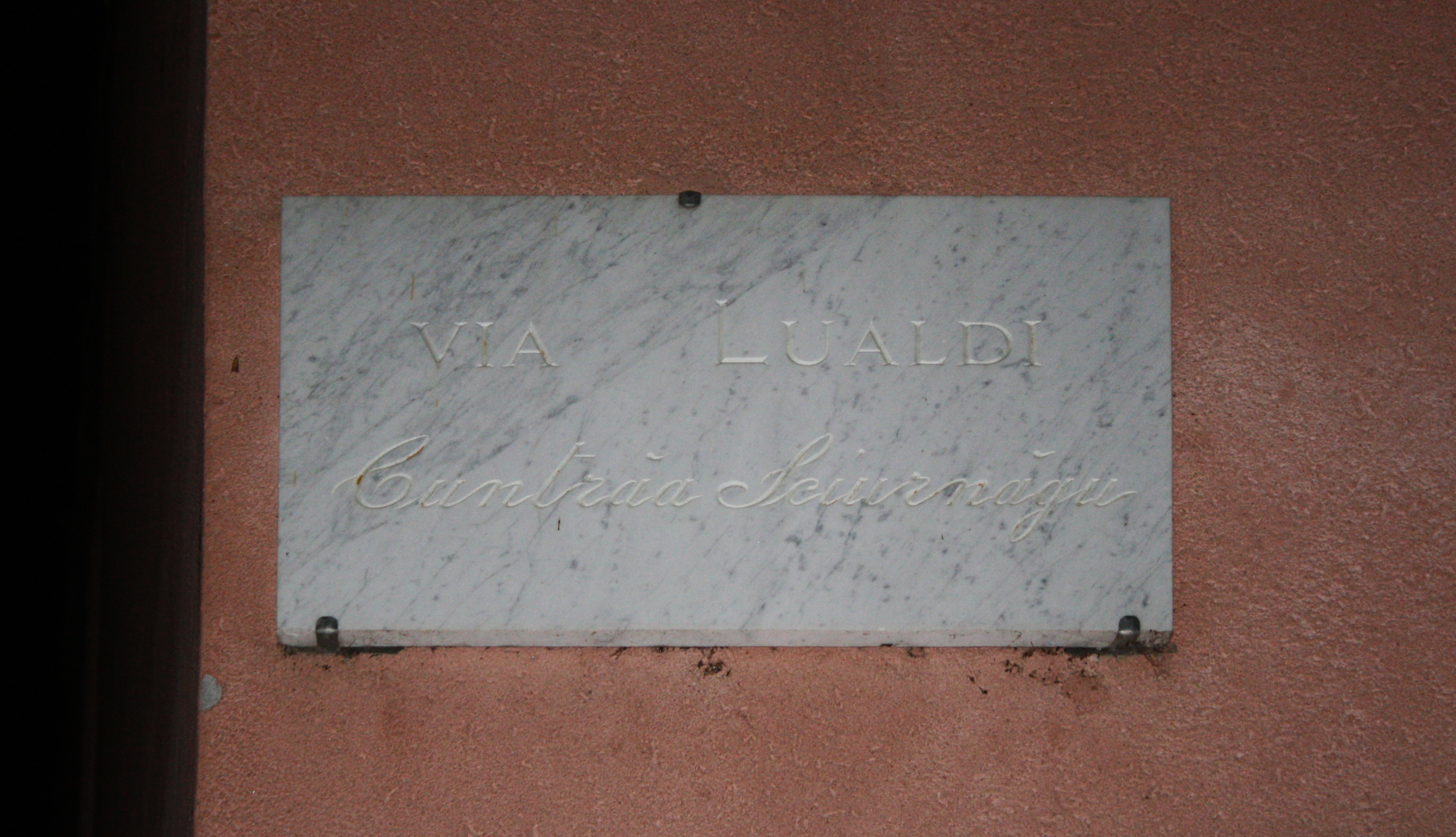
La targa indicante l'antico nome della Contrada Sciornago (Contràa Sciornágu), oggi via Giuseppe Lualdi

La porta Novara o di Sciornago si trovava al termine dell'attuale via Lualdi sempre all'incrocio con piazza Manzoni, non lontana dalla porta Pessina e vicino all'Oratorio di San Rocco.

## Porta Pessina
La porta Pessina (o Piscina, successivamente porta Ticino) la porta occidentale; si trovava al termine di quella che oggi è via Giacomo Matteotti, all'incrocio con piazza Alessandro Manzoni, che in passato costituiva il fossato difensivo del borgo. Il nome si deve alla presenza di una vasca adibita ad abbeveratoio per gli animali posizionata dove oggi sorge piazza Santa Maria: era di forma quadrata di 40 braccia (circa 24 metri) per lato, per una profondità di 15 cubiti (oltre 6,5 metri). Fu chiusa nel 1631.
A pochi metri dalla porta sorgeva l'antico castello dei Torriani, distrutto nel 1287 dai Visconti e riedificato successivamente come chiesa di San Michele Arcangelo, che colloca il campanile sulla base della vecchia torre militare.

## Porta Savico
La porta Savico (Suico[3] o Sanovico, o Savigo) a nord. Secondo una delle ipotesi, era chiamata così perché il quartiere in cui sorgeva (appunto Savico o Vico Sano) fu l'unico a non subire i danni della peste che colpì il borgo nel 1524. Un'altra ipotesi vuole che Suico derivi da Summus Vico, ovvero il quartiere con la maggiore altitudine.
Secondo un tale cronista Crespi, in questo quartiere teneva i suoi sermoni il beato Bernardino de' Bustis. La porta è chiamata anche "dei Re Magi", in quanto gli abitanti dell'antico borgo attribuirono proprio ai Santi Re Magi la vittoria del 1408 contro il saccheggio condotto da Facino Cane posto alla guida dei soldati viscontei. Fu demolita nel 1880.
Ma durante la peste del 1630 Giovanni Battista Lupi la definisce la contrada "più infetta e apestata".
Dal 1997 sulla parete dell'edificio di fronte alla demolita porta dei Re Magi si trova una scultura raffigurante i Magi che fu apposta dal Club dei Nasi, storica associazione bustocca.

## Porta Basega

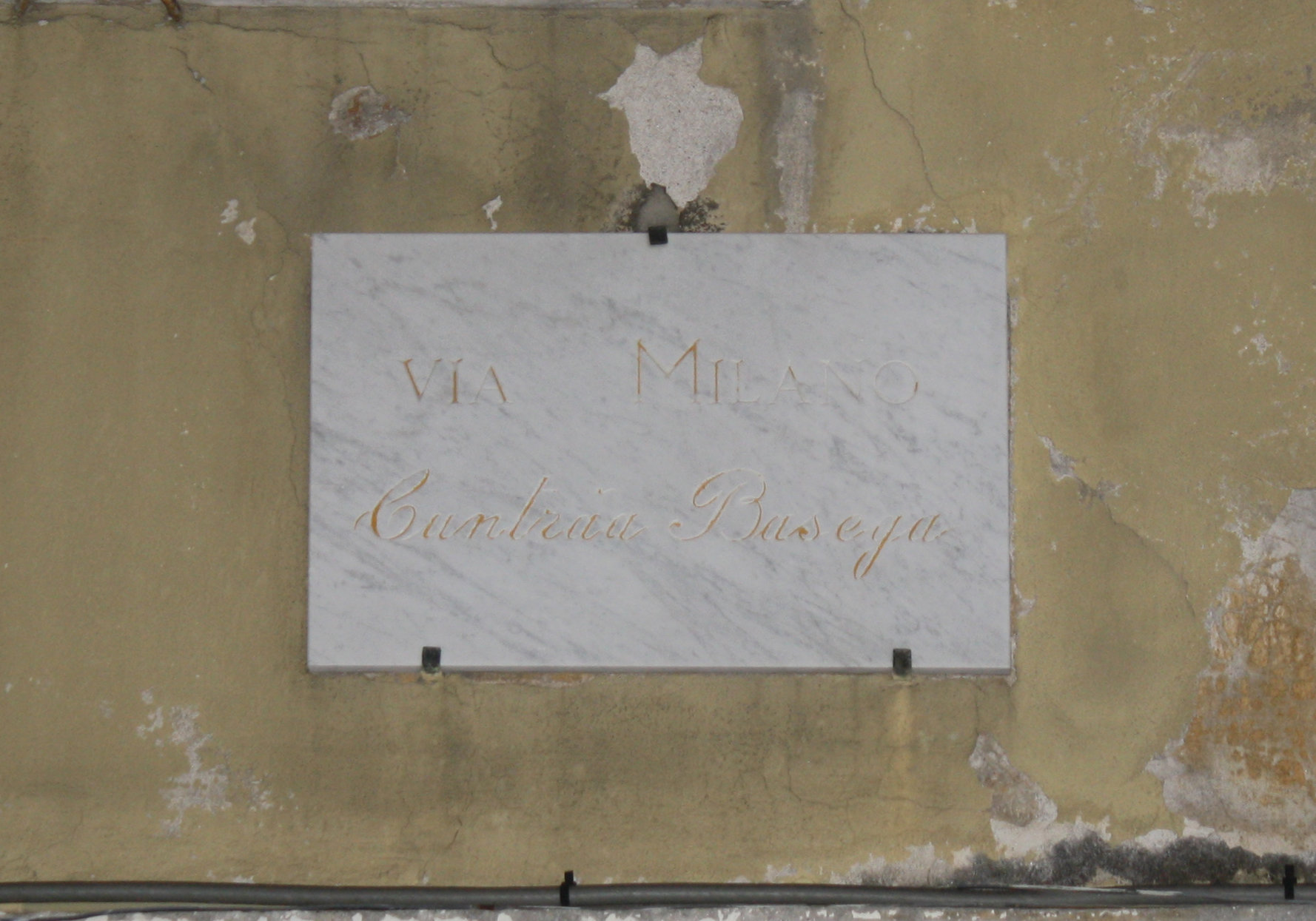
La targa indicante l'antico nome della Contrada Basilica (Contràa Basega), oggi via Milano

La porta Basega (o Basilica, successivamente denominata Milanese) era la più recente delle quattro porte del borgo. Si trovava a est, alla fine dell'attuale via Milano in corrispondenza di piazza Garibaldi, e consentiva l'ingresso all'insediamento a coloro i quali provenivano dalla strada romana, che correva da nord a sud all'incirca in corrispondenza dell'attuale Strada statale 33 del Sempione, e che era collegata a Busto Arsizio attraverso un sentiero (l'attuale corso XX Settembre) che partiva dalla mansio del Buon Gesù e raggiungeva il nucleo più antico del borgo, compreso tra le attuali piazza Santa Maria, via Montebello, via Solferino, piazza San Giovanni e via Cavour. Fu abbattuta nel 1861..